# لنا کاتینا
اِلِنا سرگیونا کاتینا (به روسی: Елена Сергеевна Катина) متولد ۴ اکتبر ۱۹۸۴ در مسکو، روسیه) مشهور به لنا کاتینا به‌همراه یولیا ولکوا یکی از دو خواننده گروه مشهور موسیقی پاپ تتو بود. او به عنوان یک دختر ۸ ساله وارد نمایش تجاری روسی شد، گروه موسیقی کودکان Avenue، و سپس در سال ۱۹۹۹ گروه Neposedi. کاتینا توسطِ ایوان شاپو والوف برای پروژه اش انتخاب شد؛ که بعدها تبدیل به مشهورترین گروه موسیقی روسی زمان شد. t.A.T.u کاتینا در سراسر جهان مشهور شد به خاطر شاهکارهایی مانند "All The Things She Said " ،"Not Gonna Get Us" و "All About Us". در سال ۲۰۰۹ آشکار شد که کاتینا قصد دارد، فعالیت تک نفره را دنبال کند.

## سال‌های ابتدایی
اومتولد مسکو سال ۱۹۸۴ است، کاتینا بزرگترین فرزند، از بین سه فرزند و تنها دختر اینسا کاتینا و سرگی کاتین، آهنگساز مشهور موسیقی پاپ روسیه است. خواهر ناتنی کوچکترش کاتیا پدری متفاوت از او دارد و برادر ناتنی او ایوان هم مادری متفاوت. او به صورت مذهبی بزرگ شد و جزء مسیحیان اورتودوکس روسی می‌باشد.

## زندگی شخصی
سرگرمی‌های او در زمان کودکی، شامل ژیمناستیک، رقص باله، رقص روی یخ، شنا و اسب سواری بوده‌است. او یک پیانیست ماهر نیز می‌باشد و به مطالعه کتاب، مخصوصاً کتاب‌های رمان علاقه دارد .کاتینا در مصاحبهٔ تلورینی TeleHit در ۲۰۰۶ بیان کرد که وقتی جوان‌تر بوده به آثار هنرمندانی چون لد زپلین، دیپ پرپل و پینک فلوید گوش می‌کرده است.

## ورود به نمایش تجاری
در ۱۹۹۳ به گروه مشهور کودکان روسیه Avenue، جایی که به مدت ۳ سال در آن خوانندگی کرد، ملحق شد. در ۱۹۹۶ در ۱۲ سالگی برای ورود به گروه Neposedi (محبوب‌ترین و با اعتبارترین گروه همخوانی کودکان) امتحان داد و بعد از این که گروه داوران را به خاطر کیفیت صدایش تحت تأثیر قرار داد انتخاب شد. او ۳ سال در Neposedi باقی ماند. در مدت حضورش در آنجا کاتینا با یولیا ولکوا خواننده گروه ملاقات کرد. در سال ۱۹۹۹، دخترها دوباره با هم آشنا شدند؛ اما این بار به عنوان گروه دو نفره تاتو.

## پیوستن به گروه

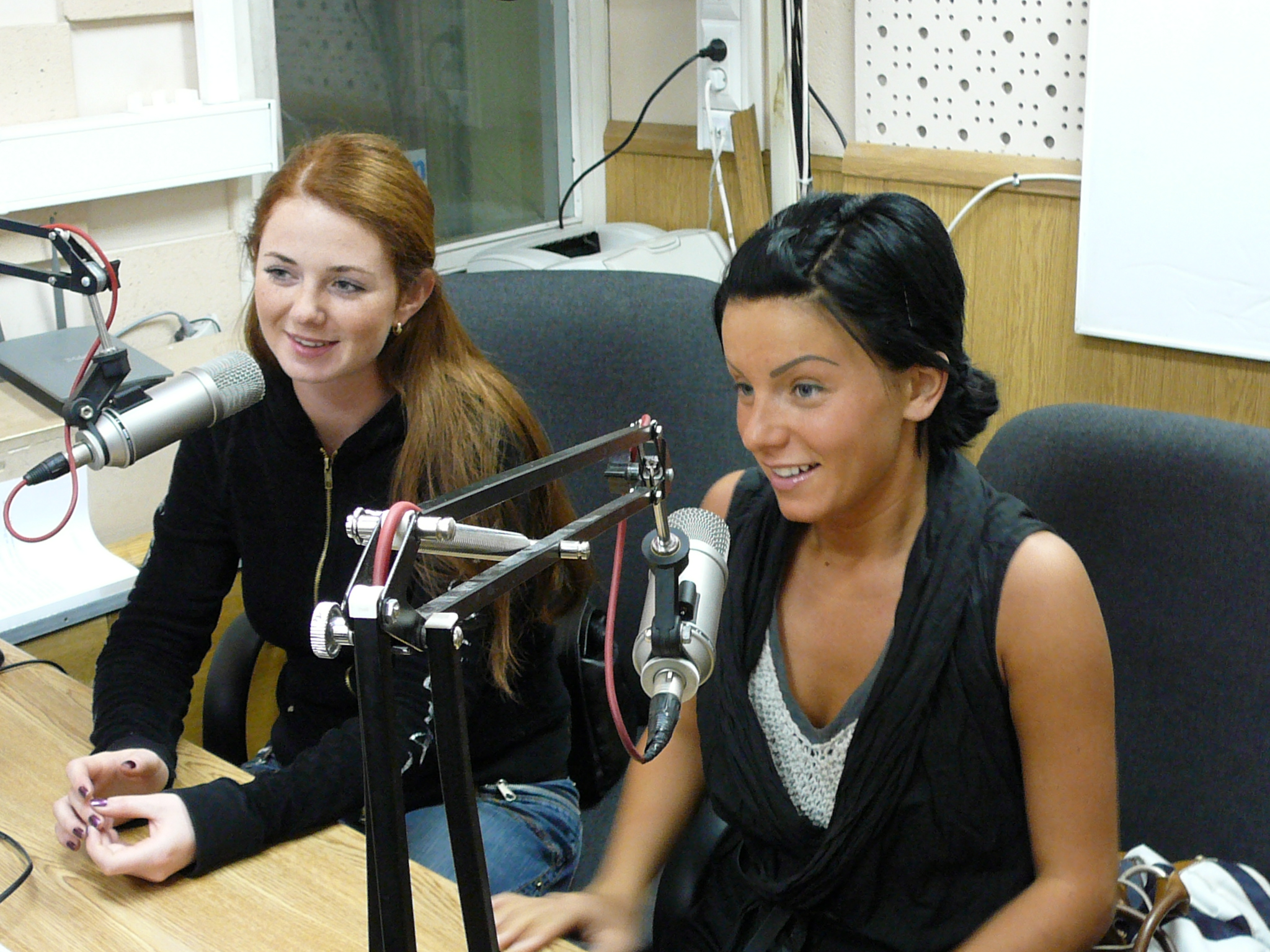
لنا کاتینا در استودیو

سازنده و مدیر گروه تاتو، ایوان شاپووالوف توضیح داد که ایدهٔ تشکیل گروه نشأت گرفته از شیدایی و هوس عمومی دختر مدرسه‌ای های عاشق لزبین در بین مردان است، با علم به این که گروه می‌تواند به شدت جذب گروه‌های هواداران متنوع شود. بعد از آزمایش ۴۰۰ دختر شاپووالوف لنا را با ۱۵ سال سن برای گروه تاتو انتخاب کرد. با توجه به آماده‌سازی پروژه لنا فرصت ضبط دموهایی (به عنوان (گروه تاتو را داشت، مانند "Belochka" و "Yugoslaviya". یولیا ولکوای ۱۴ ساله کمی بعد از آن به پروژه پیوست، و درسال ۲۰۰۱، این گروه ابتدا در روسیه و بعد نیز در کل جهان بسیار مشهور شد. شاپووالوف با احساس رضایت از انتخاب‌هایش یولیا و لنا را به تاتو ملحق کرد، اما قرارداد با شاپووالوف آن‌ها را ملزم می داشت به ارائهٔ تصویر یک لزبین. بعد از جدایی از شاپووالوف در ۲۰۰۴ آن‌ها واضح و روشن بیان کردند که شاپووالوف این تصور را به وجود آورده و حتی به آن‌ها گفته شده بود که در مصاحبه‌ها چه چیزی را بیان کنند.

## موفقیت، شهرت و ستارگی
t.A.T.u. به زودی تبدیل به موفق‌ترین گروه روسی تاریخ شد، با توجه به شاهکارهایی که از خود باقی گذاشت مانند، "All The Things She Said"، "Not Gonna Get Us" و "All About Us". آن‌ها همچنین در مسابقهٔ موسیقی یورو ویژن ۲۰۰۳ شرکت کردند و با قطعات Ne Ver', Ne Boysia مقام سوم را کسب کردند. در ۲۰۰۴ دخترها آشکار کردند رابطهٔ لزبین فقط یک تصور و ظاهرسازی بوده، و آن‌ها تصمیم گرفتند از ایوان شاپووالوف و جدا شوند. در سال ۲۰۰۷ لنا به همراه هم گروهیش یولیا ولکوا در فیلم "تو و من" به همراه میشا بارتون (نقش اول) بازی کردند. فیلم توسط رولاند جاف کارگردانی شده بود و در "فستیوال فیلم کن" ۲۰۰۸ ارائه شد.

## ۲۰۰۷ تاکنون

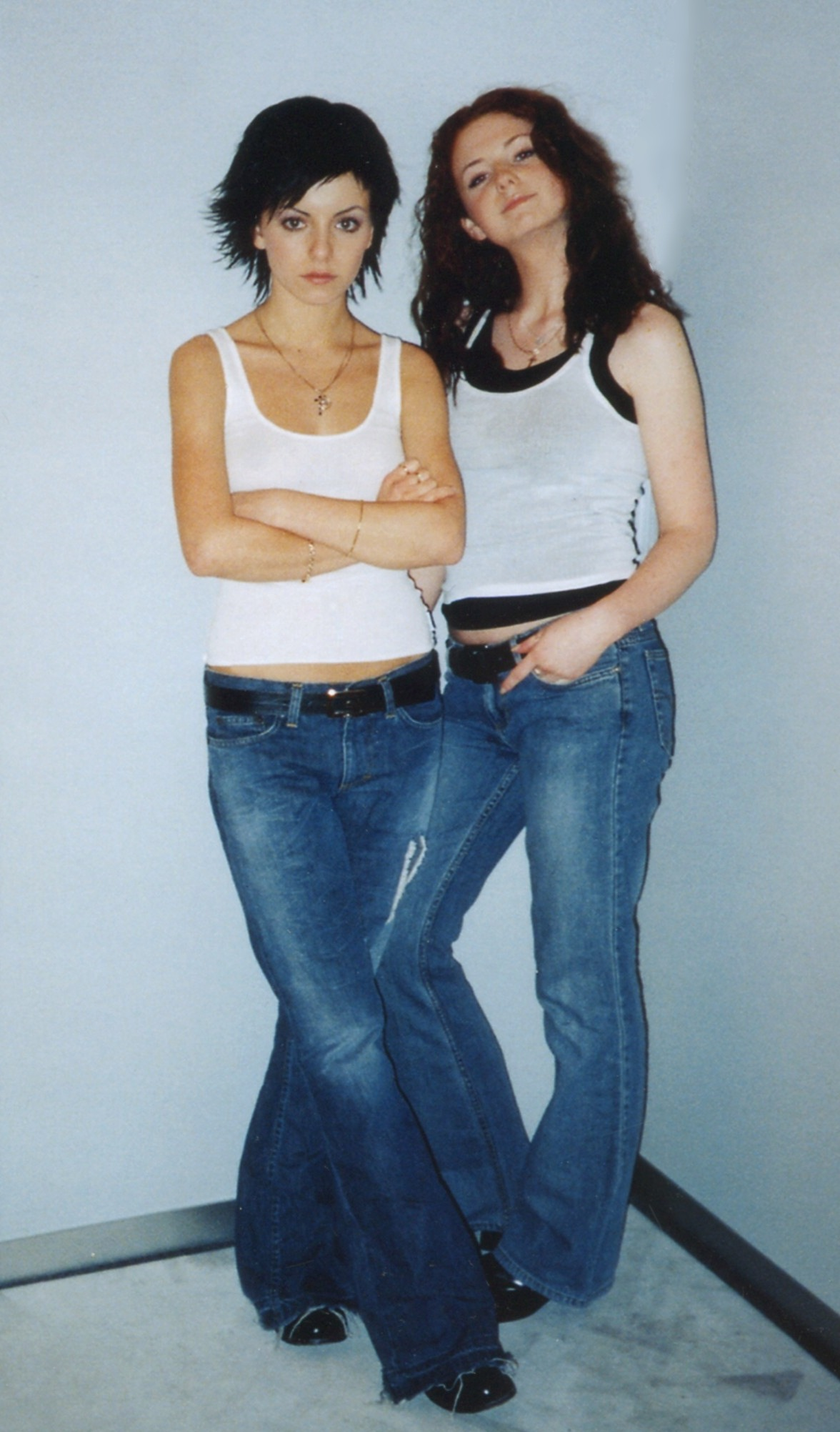
اِلِنا سرگیونا کاتینا

او آلبوم تک نفره اش را در ۲۰۱۲ منتشر کرد. از آنجایی که سال‌ها از انتشار یک تک‌آهنگ از او می گذشت، این قطعه به‌طور وسیعی به عنوان اولین تک‌آهنگ کاتینا مطرح شد. او در مکانهای متفاوتی مثل لس آنجلس، نیو یورک و شهر خودش، مسکو به ضبط مشغول بوده‌است، البته بیشتر قطعات را در لس آنجلس ضبط کرده‌است. در سایت رسمی گروه این مسئله که لنا قرار است عهده‌دار یک مسیر تنها تحت مدیریت لیبل T.A. Music باشد نیز بیان شد. او کار با اعضای گروه تاتو را در میانهٔ سال ۲۰۰۹ شروع کرد. کاتینا در ۱۲ ژانویه در نمایش پرایدفست در میلواکی هم در بخش افتاحیه حضور داشت. در روز نمایش اش در پرایدفست، کاتینا یک قطعه برای دانلود آزاد از آلبوم آینده اش به نام "Lost in this Dance" منتشر کرد. در ۱۷ ستامبر ۲۰۱۰ کاتینا در کلوب "۱۰۱۵ فولوم" در سان فرانسیسکو نمایش اجرا کرد. در ۳ فوریه کاتینا برنامه‌ریزی کرد تا اولین نمایش خود در ۲۰۱۱ را در مهمانی XLV در استادیم Cotton Bowl در دالاسِ تگزاس به همراه The Village People, Cazwell, Lady Bunny, DJ Hector Fonseca و DJ Enfernoبرگزار کند. به هر حال، کنسرت در ۳۱ ژانویه لغو شد چون تنها ۱۳ بلیت برای نمایش به فروش رفت. اخیراً او تک‌آهنگی به نام "Guardian Angel" را با گروه پست هاردکر کانادایی به نام "Abandon All Ships" ضبط کرد که در اولین آلبوم آن‌ها Geeving، در ۲۰۱۰ قرار دارد.

## ۲۰۰۹–اکنون: شروع هنرپیشگی
او در سال ۲۰۱۱ در یک فیلم درام به نام "تو و من" ظاهر شد که علاوه بر او عضو دیگر گروه تاتو، یولیا ولکوا هم در آن نقش آفرینی می‌کرد، به علاوهٔ میشا بارتون در نقش لانا استار وکو، کسی که در سایت هواداران تتو با دوستش ملاقات می‌کند و سپس با آن دختر در مسکو روسیه ملاقات می‌کند. این اولین فیلم لنا و یولیا با همدیگر می‌باشد که در ۱۳ فوریه ۲۰۱۱ منتشر شده‌است.
نقش اجرا شده توسط لنا و یولیا بسیار کم و در حدود ده ثانیه بود.